# Jean-Pierre Cannet
Jean-Pierre Cannet est un écrivain français né à Quimper le 9 mai 1955, auteur de pièces de théâtre, poèmes, romans et nouvelles. Il a publié une douzaine de pièces, certaines dans des collections pour la jeunesse. Parmi elles, La petite Danube, créée par Jean-Claude Gal de la compagnie du Pélican, a notamment été jouée en Roumanie à l'occasion d'une résidence de création.
L'écriture de Jean-Pierre Cannet s'attache à décrire le monde moderne et ses blessures : guerre, pauvreté, déracinements, terrorisme. Sa pièce Little boy, la passion a été récompensée en 2005 par le Prix d'écriture théâtrale de la ville de Guérande et le Prix SACD de la dramaturgie francophone. La petite Danube a été sélectionnée par l'Éducation nationale pour faire partie de la liste de "Lectures pour les collégiens" en 2013. Son recueil de nouvelles Le Grand Labeur a reçu le Prix Boccace en 2014. Depuis plusieurs années, Jean-Pierre Cannet est sollicité pour des résidences d'écrivain et des actions de sensibilisation à la littérature contemporaine, notamment auprès des plus jeunes. En 2013-2014, il a aussi été l'un des deux auteurs associé à Théâ, une action nationale de l'Office central de la coopération à l'école (OCCE), pour le développement à l'école de l'éducation artistique du théâtre et de la danse.

## Publications

### Théâtre
- Résurgences, Alfil, 1996.
- Des manteaux avec personne dedans, Théâtrales, 1999.
- Brise-glaces, Le bruit des autres, 2001.
- La grande faim dans les arbres, Théâtrales, 2003.
- Little boy, la passion, Théâtrales, 2005.
- Rapt, in 25 petites pièces d'auteurs, Théâtrales, 2007.
- La chair et le ciel c'est pareil, Le Bruit des autres, 2007.
- La petite Danube, Théâtrales Jeunesse, 2007.
- Chelsea hotel, Théâtrales, 2009.
- La foule, elle rit, L'École des Loisirs, 2010.
- Yvon Kader, des oreilles à la lune, L'École des Loisirs, 2010.
- Tous ne sont pas des anges, Le bruit des autres, 2011.
- L'enfant de par là-bas, in Si j'étais grand 2, Théâtrales, 2012.
- Caddie, L'École des Loisirs, 2015
- Rouge neige, Lansman, 2018

### Roman
- Les Vents coudés, Gallimard, 1993.
- Simploque le gitan, Julliard, 1998.
- Des noces rêvées ne meurent pas,  La Renverse, 2017.
- La Belle étreinte, Rhubarbe, 2020

### Nouvelles
- La lune chauve, coédition L'Aube et L'Instant même, 1991.
- Bris de guerre, avec Benoist Demoriane, coédition Dumerchez et L'Instant même, 1992.
- Gueules d'orage, avec Ralph Louzon, coédition Marval et L'Instant même, 1994.
- On aurait pu me croire vivant, avec Ralph Louzon, Alfil, 1996.
- Le grand labeur, Rhubarbe, 2014

### Poésie
- Lettre par la fenêtre, avec Dominique Sampiero, Dumerchez, 1995.
- Le Petit "disons" de Saint-Quentin, Alfil, 1995.
- Mordre la falaise, La Passe du vent, 2005.
- De toute lumière, avec Tony Soulié, Joca Seria, 2005.
- Portraits à la boue, avec une préface de Bernard Noël, Cadastre8zéro, 2008

### Album jeunesse
- On a volé petit-môssieur, Alfil-jeunesse, 2005.

## Pour approfondir